# Emeiacris furcula
Emeiacris furcula är en insektsart som beskrevs av Zheng, Z. och F-m. Shi 2006. Emeiacris furcula ingår i släktet Emeiacris och familjen gräshoppor. Inga underarter finns listade i Catalogue of Life.